# Bonou
Bonou är en kommun i departementet Ouémé i Benin. Kommunen hade 44 349 invånare år 2013.